# Hor-renpi
Hor-renpi ist der altägyptische Name von Horus in seiner Erscheinungsform als heranwachsendes Kind. Er ist als Gottheit nur einige Male im Alten- und Neuen Reich bezeugt. Im Neuen Reich war außerdem Amun-Re-Atum-Harachte die Erscheinungsform des Hor-renpi. 
Ikonografische Darstellungen sind bis zum Ende des Neuen Reiches nicht belegt. Hor-renpi wird in den Pyramidentexten 25c und 767a erwähnt, im Neuen Reich im Papyrus Chester Beatty IV. 